# Devin Nunes

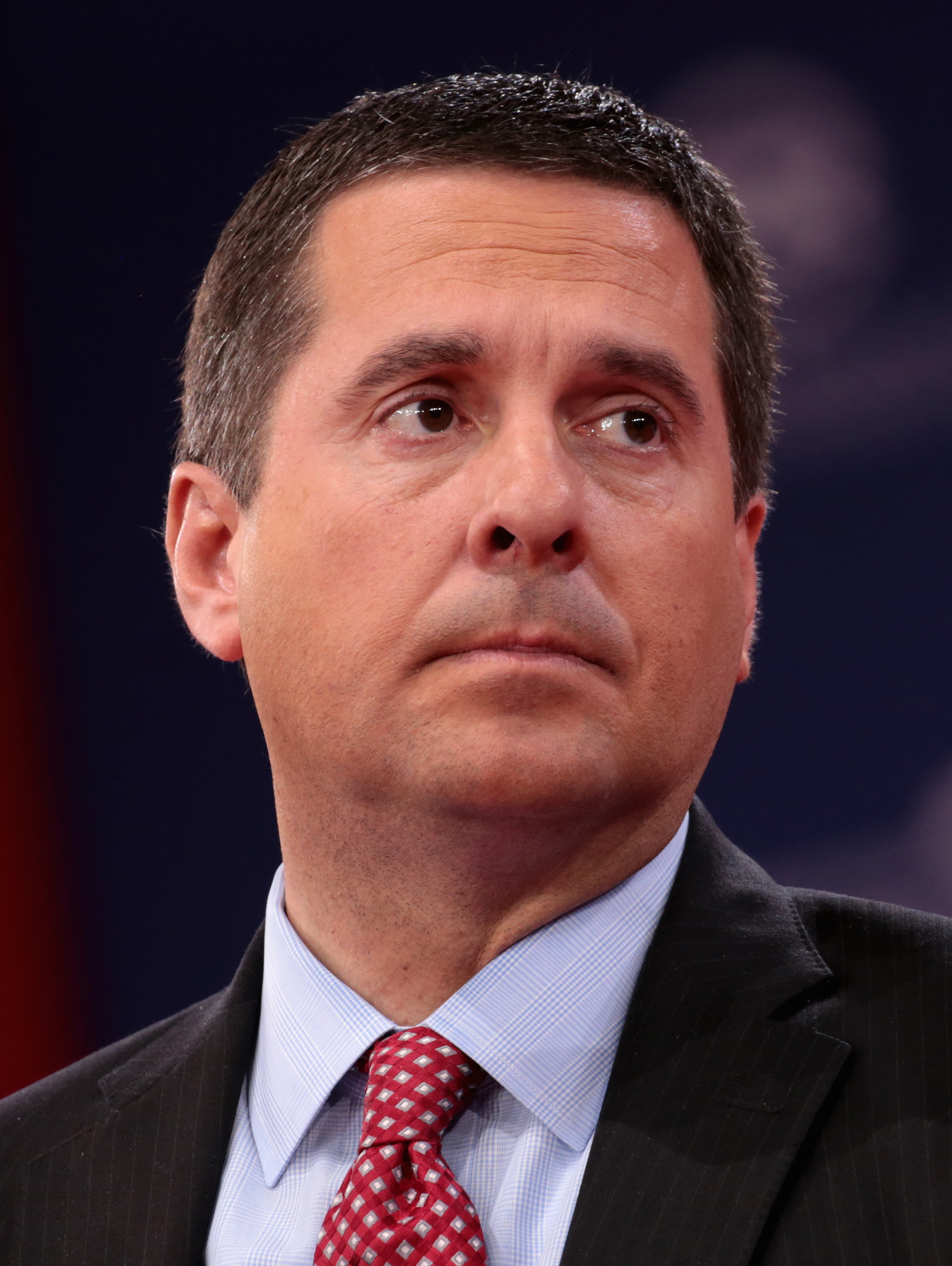
Devin Nunes (2018)

Devin Gerald Nunes (* 1. Oktober 1973 in Tulare, Tulare County, Kalifornien) ist ein US-amerikanischer Geschäftsmann und ehemaliger republikanischer Politiker. Von 2003 bis 2022 vertrat er den Bundesstaat Kalifornien im US-Repräsentantenhaus. Als Vorsitzender des Geheimdienstausschusses hatte er während Donald Trumps erster Präsidentschaft eine prominente Rolle bei den Ermittlungen zur russischen Einflussnahme auf den US-Wahlkampf 2016 und zeigte sich als treuer Verbündeter des Präsidenten. Seit 2022 ist Nunes Chief Executive Officer der Trump Media & Technology Group.

## Familie, Ausbildung und Beruf
Devin Nunes besuchte die Tulare Union High School. Später absolvierte er das College of the Sequoias in Visalia und dann bis 1996 die California Polytechnic State University in San Luis Obispo. Anschließend betätigte er sich als Farmer und privater Geschäftsmann. Gleichzeitig begann er als Mitglied der Republikanischen Partei eine politische Laufbahn. Im Jahr 2001 wurde er Abteilungsleiter für ländliche Entwicklung im US-Landwirtschaftsministerium.
Privat lebt Nunes in Tulare.

## Politische Laufbahn
Bei der Wahl 2002 wurde Nunes im 21. Kongresswahlbezirk Kaliforniens in das US-Repräsentantenhaus in Washington, D.C. gewählt, wo er am 3. Januar 2003 die Nachfolge von Bill Thomas antrat. Vom 3. Januar 2013 bis zum 31. Dezember 2021 vertrat er dort den 22. Wahlbezirk seines Staates. In den verschiedenen Legislaturperioden war er unter anderem Mitglied im Landwirtschaftsausschuss und im Veteranenausschuss. Zwischen 2011 und 2013 saß Nunes im Geheimdienstausschuss und im Committee on Ways and Means sowie in zwei von dessen Unterausschüssen.
Zwischen 2015 und 2019 war Nunes Vorsitzender des Geheimdienstausschusses und als solcher seit dem Amtsantritt Donald Trumps als Präsident mit den Ermittlungen gegen Russland wegen der russischen Einflussnahme im US-Wahlkampf 2016 und möglicher Zusammenarbeit mit Trumps Wahlkampfteam betraut. Er gilt dabei als treuer Verbündeter des Präsidenten. Von 2019 bis 2021 war er Oppositionsführer (Ranking Member) des Geheimdienstausschusses.
Mit Jahreswechsel 2021/22 beendete er seine Tätigkeit als Kongressabgeordneter und wurde CEO der 2021 gegründeten Trump Media & Technology Group.

### Kontroversen
Nunes gehörte zu den Mitgliedern des Repräsentantenhauses, die bei der Auszählung der Wahlmännerstimmen bei der Präsidentschaftswahl 2020 für die Anfechtung des Wahlergebnis stimmten. Präsident Trump hatte wiederholt propagiert, dass es umfangreichen Wahlbetrug gegeben hätte, so dass er sich als Sieger der Wahl sah. Für diese Behauptungen wurden keinerlei glaubhafte Beweise eingebracht. Der Supreme Court wies eine entsprechende Klage mit großer Mehrheit ab, wobei sich auch alle drei von Trump nominierten Richter gegen die Klage stellten.

### Ermittlungen gegen Russland und Trump
Nunes ließ als Vorsitzender des Geheimdienstausschusses im Januar 2018 ein Geheimdossier zur Überwachung eines Mitarbeiters von Präsident Trump seitens des FBI verfassen, das nach Einschätzung mancher politischer Beobachter und Kongressabgeordneter die seit Mai 2017 laufende Sonderermittlung gegen Trump diskreditieren sollte.
Das Schriftstück wurde in der ersten Februarwoche 2018 auf Anweisung Trumps der Öffentlichkeit zugänglich gemacht und Trump erklärte sich am nächsten Tag durch das Dossier bezüglich der FBI-Untersuchung für „vollständig entlastet“.
Nunes selbst zog weiter Kritik auf sich, weil er seine Position offenbar genutzt hatte, um zu verhindern, dass andere Mitglieder des Geheimdienstausschusses eigene Schriftstücke in der Angelegenheit veröffentlichen. Diese hatten zum Beispiel beklagt, dass in Nunes’ Dokument der erklärende Kontext weggelassen worden sei.
Nach der Veröffentlichung des FBI-Antrags im Juli 2018 wurde Nunes vorgeworfen, dass er in dem Memo Fakten und Zusammenhänge grob falsch dargestellt habe und die zentralen Anschuldigungen keinerlei Grundlage hätten.
In seinem am 8. Dezember 2019 vom Justizministerium veröffentlichten Untersuchungsbericht bestätigt Inspector General Michael Horowitz das Nunes-Memo in zentralen Punkten und wirft dem FBI schwere Verstöße und Fehler vor.
Im Januar 2020 musste Nunes eingestehen, mit Lev Parnas Kontakt gehabt zu haben, was er bis dahin abgestritten hatte.
Trump verlieh Nunes wenige Tage vor dem Ende seiner Amtszeit die Presidential Medal of Freedom, die höchste zivile Auszeichnung der USA.

## Auszeichnungen
- 2021 Presidential Medal of Freedom[12]